# Lamlameta
Il lamlameta è un gioco da tavolo astratto della famiglia dei mancala, giocato dal popolo Konso della zona di Olanta (Etiopia centrale), e descritto per la prima volta da Richard Pankhurst nel 1971. Viene giocato soprattutto dagli uomini. Il nome del gioco, letteralmente, significa "raggruppati a coppie".

## Regole

### Tavoliere e disposizione iniziale
Il tavoliere viene chiamata toma tagéga ed è composto da 2 file di 12 buche dette awa. Inizialmente, due semi (tagéga) vengono collocati in ciascuna buca. Si gioca in due, a turni; ogni giocatore controlla la buca più vicina a sé.

### Turno
Al proprio turno, il giocatore preleva i semi da una delle proprie buche e li semina in modo antiorario. In genere, la mossa di apertura parte dall'ultima o dalla penultima buca di destra. Con la sola eccezione della mossa di apertura (la prima del primo giocatore), la semina "salta" le buche avversarie che contengono 2 semi. Se l'ultimo seme della semina cade in una buca non vuota, tutti i semi nella buca vengono prelevati e la semina continua "a staffetta".
Se l'ultimo seme cade in una buca vuota la mossa termina. La mossa dà luogo a una cattura se la buca in questione si trova nella fila del giocatore di turno e la buca avversaria antistante contiene due semi. In tal caso, vengono catturati tutti i semi avversari che si trovano in buche con 2 semi, che vengono tolti dal tavoliere.
La partita termina quando uno dei giocatori non può più muovere; l'altro giocatore cattura tutti i pezzi rimasti in tavola. Vince chi ha catturato più pezzi.